# Svay Rieng
Svay Rieng è il capoluogo della provincia di Svay Rieng, nel sudest della Cambogia. Si trova lungo la Strada Nazionale N.1, che congiunge il posto di confine internazionale di Bavet, a 42 km di distanza, alla capitale Phnom Penh, da cui dista 122 km.
La città è attraversata dal Tonlé Wayko, affluente di destra del Mekong. Vi è nato Chea Sim, membro del Partito Popolare Cambogiano ed attuale Presidente del Senato.

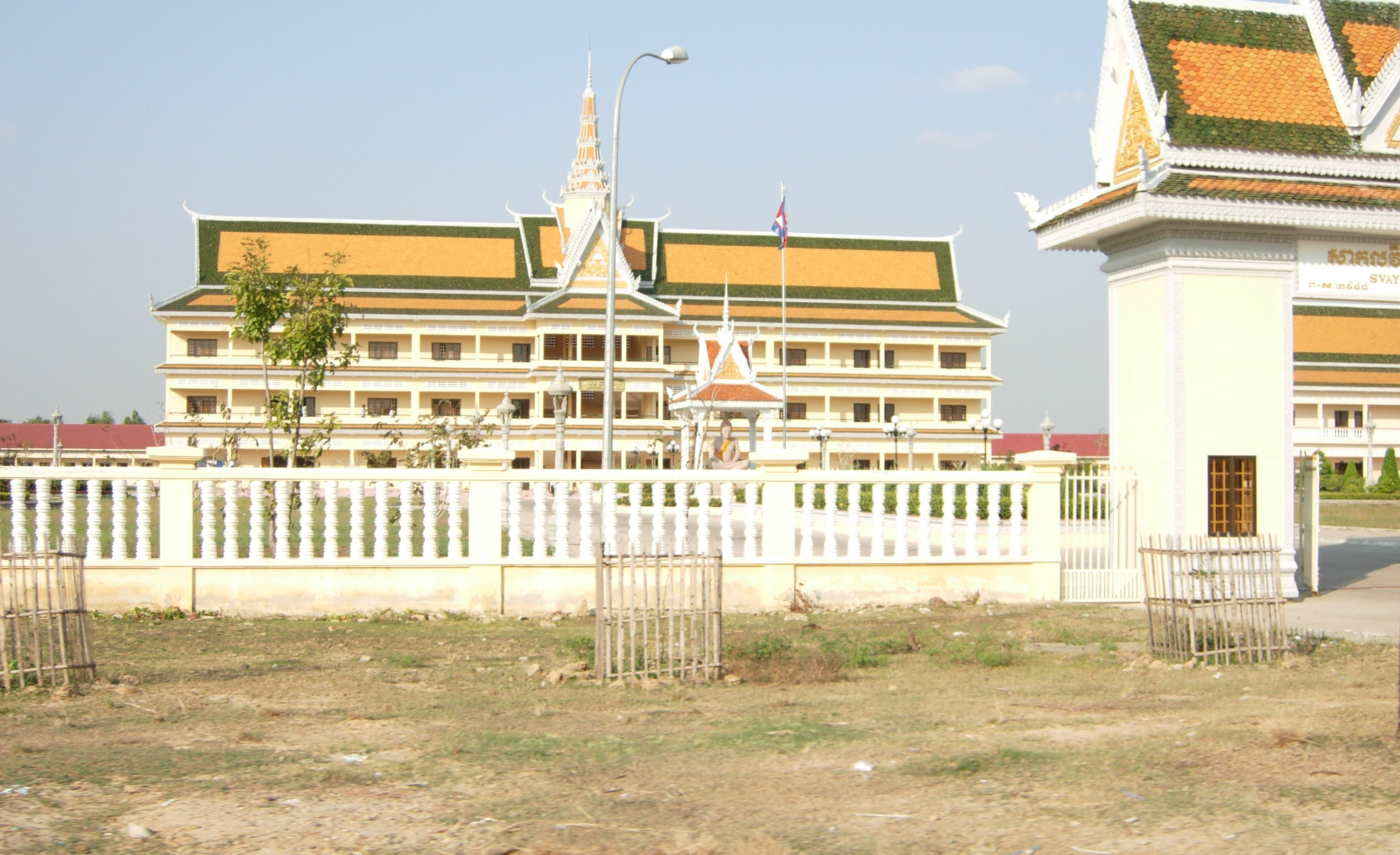
L'edificio centrale dell'Università di Svay Rieng, in architettura Khmer moderna.